# Рустам і Сухраб (фільм, 1971)
«Рустам і Сухраб» (тадж. Рустам ва Сӯҳроб) — радянський художній фільм 1973 року, знятий на кіностудії «Таджикфільм».

## Сюжет
В основі екранізації дастани (оповіді) про подвиги легендарного богатиря Рустама, його поетичну любов до прекрасної Тахміни, про зраду і віроломство підступного і заздрісного шаха Кавуса, про зустріч Рустама з його сином Сухрабом.

## У ролях
- Бімболат Ватаєв — Рустам
- Хошим Гадоєв — Сухраб
- Світлана Норбаєва — Тахміна
- Отар Коберідзе — Кавус
- Сайрам Ісоєва — Гурдофарід
- Гурмінч Завкібеков — Жандаразм
- Алім Ходжаєв — поет
- Абдусалом Рахімов — Гождехем
- Мохаммед Рафіков — Хаджир
- Раззак Хамраєв — Хуман
- Махмуджан Вахідов — Тулад

## Знімальна група
- Режисер — Борис Кімягаров
- Сценарій — Григорій Колтунов
- Оператор — Заур Дахте, Давлат Худоназаров